# Seweryn Kropiwnicki
Seweryn Kropiwnicki herbu Sas – pisarz ziemski bracławski.
Poseł na sejm 1585 roku z województwa bracławskiego.
Był wyznawcą prawosławia.